# Na południe (album)
Na południe – pierwszy solowy album krakowskiej artystki, wokalistki i pianistki zespołu Pod Budą, Anny Treter nagrany z jej własnym zespołem oraz muzykami sesyjnymi, m.in. Jackiem Królikiem, Leszkiem Szczerbą, Ryszardem Sygitowiczem a także góralską Kapelą Sebastiana Karpiela-Bułecki. Piosenkarce towarzyszy też wokalistka Magda Steczkowska i Piotr Schulz oraz gość specjalny - Ryszard Rynkowski. Teksty napisali: Anna Treter, Tadeusz W. Krawczyk oraz Andrzej Poniedzielski. Muzykę skomponował Jan Hnatowicz oraz Ryszard Sygitowicz. Natomiast ostatni utwór na tej płycie jest w całości autorstwa Jana Hnatowicza. Nagrań dokonano w lutym, marcu i kwietniu 2003 roku w studiu "Nieustraszeni Łowcy Dźwięków" w Krakowie oraz Studio Dworek Białoprądnicki. Płyta ukazała się nakładem Polskiego Radia a promował ją singiel z utworami "Poławiacze pereł" oraz "Piosenka taneczna".

## Lista utworów
1. Popędzani wiatrem (muz. Jan Hnatowicz, sł. Anna Treter) – 3:39
2. Poławiacze pereł (muz. Jan Hnatowicz, sł. Anna Treter) – 3:50
3. Psalm 2003 (muz. Jan Hnatowicz, sł. T. W. Krawczyk) – 3:35
4. Jak zwykle nic (muz. Jan Hnatowicz, sł. Anna Treter, T. W. Krawczyk) – 4:00
5. To już tyle tyle lat (muz. Jan Hnatowicz, sł. Andrzej Poniedzielski) – 4:39
6. Na południe (muz. Jan Hnatowicz, sł. Anna Treter) – 4:17
7. Obiecałeś że zatańczysz (muz. Jan Hnatowicz, sł. Anna Treter) – 4:25
8. Mam co mam (muz. Jan Hnatowicz, sł. Anna Treter) – 4:32
9. Pojednanie gwiazd /Leopoldowi Kozłowskiemu/ (muz. Jan Hnatowicz, sł. Anna Treter) – 3:35
10. Piosenka taneczna (muz. Jan Hnatowicz, sł. T. W. Krawczyk) – 3:30
11. Nawet kasztany (muz. Jan Hnatowicz, sł. Anna Treter) – 4:12
12. Podział złoty (muz. Jan Hnatowicz, sł. Andrzej Poniedzielski) – 3:24
13. Ten list do pani (muz. Ryszard Sygitowicz, sł. Anna Treter) – 4:10
14. Tam ona - hen (muz. J. Hnatowicz, sł. Andrzej Poniedzielski) – 3:57
15. Gdy coś się kończy (muz. J. Hnatowicz, sł. Anna Treter, T. W. Krawczyk) – 3:13
16. Więc śpij spokojnie (muz. Jan Hnatowicz, sł. T. W. Krawczyk) – 4:25
17. Tylko góry te same /Wojtkowi Belonowi/ (muz. i sł. Jan Hnatowicz) - 2:40

Produkcja Anna Treter, Jan Hnatowicz

## W nagraniach udział wzięli
- Anna Treter - śpiew
- Wojciech Bobrowski - gitary basowe
- Jan Hnatowicz - gitary akustyczne i elektryczne, buzuki
- Jacek Królik - gitary akustyczne i elektryczne
- Artur Malik - perkusja
- Adam Niedzielin - instr. klawiszowe
- Tomasz Nowak - fluegelhorn
- Jan Pilch - instr. perkusyjne
- Piotr Schulz - śpiew
- Ryszard Sygitowicz - gitary akustyczne i elektryczne
- Leszek Szczerba - flet, saksofony

Kapela Sebastiana Karpiela - Bułecki:
- Sebastian Karpiel - Bułecka - skrzypce- prym
- Bartłomiej Kudasik - skrzypce- sekund
- Wojciech Topa - skrzypce- sekund
- Józef Chyc - Scepon - baby

Chórki: Magda Steczkowska, Anna Treter, Jan Hnatowicz, Kapela Sebastiana Karpiela - Bułecki
Gość specjalny: Ryszard Rynkowski (4)